# Małaszewicze Małe
Małaszewicze Małe – wieś w Polsce położone w województwie lubelskim, w powiecie bialskim, w gminie Terespol.
W latach 1975–1998 miejscowość administracyjnie należała do województwa bialskopodlaskiego. 
Wieś jest sołectwem w gminie Terespol. Według Narodowego Spisu Powszechnego z roku 2011 wieś liczyła 542 mieszkańców i była trzecią co do wielkości miejscowością gminy.
Małaszewicze Małe położone są wzdłuż drogi E-30. Jest także kilka innych małych dróg m.in. Kodeńska, Zastawek, Krótka, Wspólna.
Wierni Kościoła rzymskokatolickiego należą do parafii Świętej Trójcy w Terespolu.

## Historia
W początkach swego istnienia Małaszewicze Małych były w rękach Tatarów, którzy władali nią do 1915 roku. Kiedy wybuchła wojna, mieszkańcy nadbużańskich wsi, w tym i Tatarzy z Małaszewicz Małych, zostali wywiezieni w głąb Rosji.
Zachował się akt darowizny nieruchomości ziemskiej dokonany przez właściciela majątku Małaszewicze Małe, wywodzącego się z tatarskiej rodziny porucznika Abrahama Koryckiego z 7 IX 1811 roku.
Jakub Murza Buczacki herbu Tarak, muzułmanin, zmarł 20 maja 1838 w swoim majątku w Małaszewiczach Małych.
W 1907 roku mieszkańców miejscowości wstrząsnął mord dokonany w celach rabunkowych na Stefanii Buczackiej. Po latach, dzięki zeznaniom pokojówki ustalono sprawców.
Przed wybuchem II wojny światowej Małaszewicze Małe należały do gminy Kobylany.
Na terenie byłego lotniska znajduje się obecnie Wolny Obszar Celny (WOC), gdzie mieści się kilka firm m.in.: Gaspol i do niedawna Zakłady Mięsne „Dolina Łąk”.
Na terenie Małaszewicz Małych znajduje się drewniany dworek z 1938 roku. Kiedyś otaczał go piękny park krajobrazowy, a dziś kemping.
W 1939 roku fort znajdujący się na drodze do Terespola stał się miejscem tragedii ludności cywilnej. Przed wojną polskie władze ulokowały w nim magazyn benzyny dla pobliskiego lotniska. Kiedy wojsko polskie opuściło teren Podlasia, miejscowa ludność zaczęła się zaopatrywać w paliwo z opuszczonych magazynów, ktoś zaprószył ogień i doszło do potężnej eksplozji, w efekcie której zginęły 42 osoby. Potężne mury fortu zostały rozerwane przez eksplozję i można je oglądać do dziś.
Obecnie znajdują się tu dwa sklepy spożywcze „Dajana” i „GS”. Miejscowość ma sieć wodociągową, kanalizacyjną, telefoniczną, darmowy gminny internet oraz ośrodek rekreacyjny (plac zabaw, stoły do gry w ping-pong i inne), w którym organizowane są również wesela i zabawy.